# Сьонвиллер
Сьонвилле́р (фр. Sionviller) — коммуна во французском департаменте Мёрт и Мозель региона Лотарингия. Относится к кантону Люневиль-Сюд.

## География
Сьонвиллер расположен в 27 км к востоку от Нанси. Соседние коммуны: Крьон на севере, Бонвиллер и Бьянвиль-ла-Петит на западе.

## Демография
Население коммуны на 2010 год составляло 117 человек.
| 1962 | 1968 | 1975 | 1982 | 1990 | 1999 | 2010 |
| ---- | ---- | ---- | ---- | ---- | ---- | ---- |
| 66   | 50   | 52   | 81   | 121  | 117  | 117  |

## Достопримечательности
- Церковь конца XVIII века.